# 泉 (大阪市)
泉（いずみ）は、大阪府大阪市住之江区にある町名。現行行政地名は泉一丁目および泉二丁目。

## 地理
住之江区の中央部に位置し、東に南加賀屋、西に平林南、南に新北島、北の西側に柴谷、東側に緑木と接している。

## 歴史

### 沿革
1974年（昭和49年）、住吉区南加賀屋町1 - 3丁目、南加賀屋町、北島町1 - 2丁目の各一部より成立。

## 世帯数と人口
2024年（令和6年）9月30日現在（大阪市発表）の世帯数と人口は以下の通りである。
| 丁目             | 世帯数  | 人口  |
| ---------------- | ------- | ----- |
| 泉一丁目・二丁目 | 216世帯 | 306人 |

### 人口の変遷
国勢調査による人口の推移。
| 1995年（平成7年）  | 336人 | [ 6 ]  |  |
| 2000年（平成12年） | 326人 | [ 7 ]  |  |
| 2005年（平成17年） | 375人 | [ 8 ]  |  |
| 2010年（平成22年） | 377人 | [ 9 ]  |  |
| 2015年（平成27年） | 342人 | [ 10 ] |  |
| 2020年（令和2年）  | 258人 | [ 11 ] |  |

### 世帯数の変遷
国勢調査による世帯数の推移。
| 1995年（平成7年）  | 176世帯 | [ 6 ]  |  |
| 2000年（平成12年） | 178世帯 | [ 7 ]  |  |
| 2005年（平成17年） | 180世帯 | [ 8 ]  |  |
| 2010年（平成22年） | 219世帯 | [ 9 ]  |  |
| 2015年（平成27年） | 220世帯 | [ 10 ] |  |
| 2020年（令和2年）  | 155世帯 | [ 11 ] |  |

## 学区
市立小・中学校に通う場合、学区は以下の通りとなる。なお、小学校・中学校入学時に学校選択制度を導入しており、通学区域以外に住之江区にある小学校（自宅から概ね2km以内、学校の中心から距離で1.5km以内）・中学校から選択することも可能。
| 丁目     | 番   | 小学校             | 中学校               |
| -------- | ---- | ------------------ | -------------------- |
| 泉一丁目 | 全域 | 大阪市立平林小学校 | 大阪市立新北島中学校 |
| 泉二丁目 | 全域 | 大阪市立平林小学校 | 大阪市立新北島中学校 |

## 事業所
2021年（令和3年）現在の経済センサス調査による事業所数と従業員数は以下の通りである。
| 丁目     | 事業所数 | 従業員数 |
| -------- | -------- | -------- |
| 泉一丁目 | 36事業所 | 1,060人  |
| 泉二丁目 | 36事業所 | 779人    |
| 計       | 72事業所 | 1,839人  |

## 交通

### バス
- 大阪シティバス[15]
  - 29・76号系統：地下鉄住之江公園

### 道路
- 大阪府道29号大阪臨海線（新なにわ筋）

## 施設
- ボートレース住之江
- 住之江下水処理場[16]
- 平林泉公園

## その他

### 日本郵便
- 〒559-0023[3]（集配局：住之江郵便局[17]）